# Canthon matthewsi
Canthon matthewsi är en skalbaggsart som beskrevs av Martinez och Halffter 1972. Canthon matthewsi ingår i släktet Canthon och familjen bladhorningar. Inga underarter finns listade.